# Lanuéjols (Gard)
Lanuéjols é uma comuna francesa na região administrativa de Occitânia, no departamento de Gard. Estende-se por uma área de 62,43 km². Em 2010 a comuna tinha 378 habitantes (densidade: 6,1 hab./km²).